# Monterey Jazz Festival

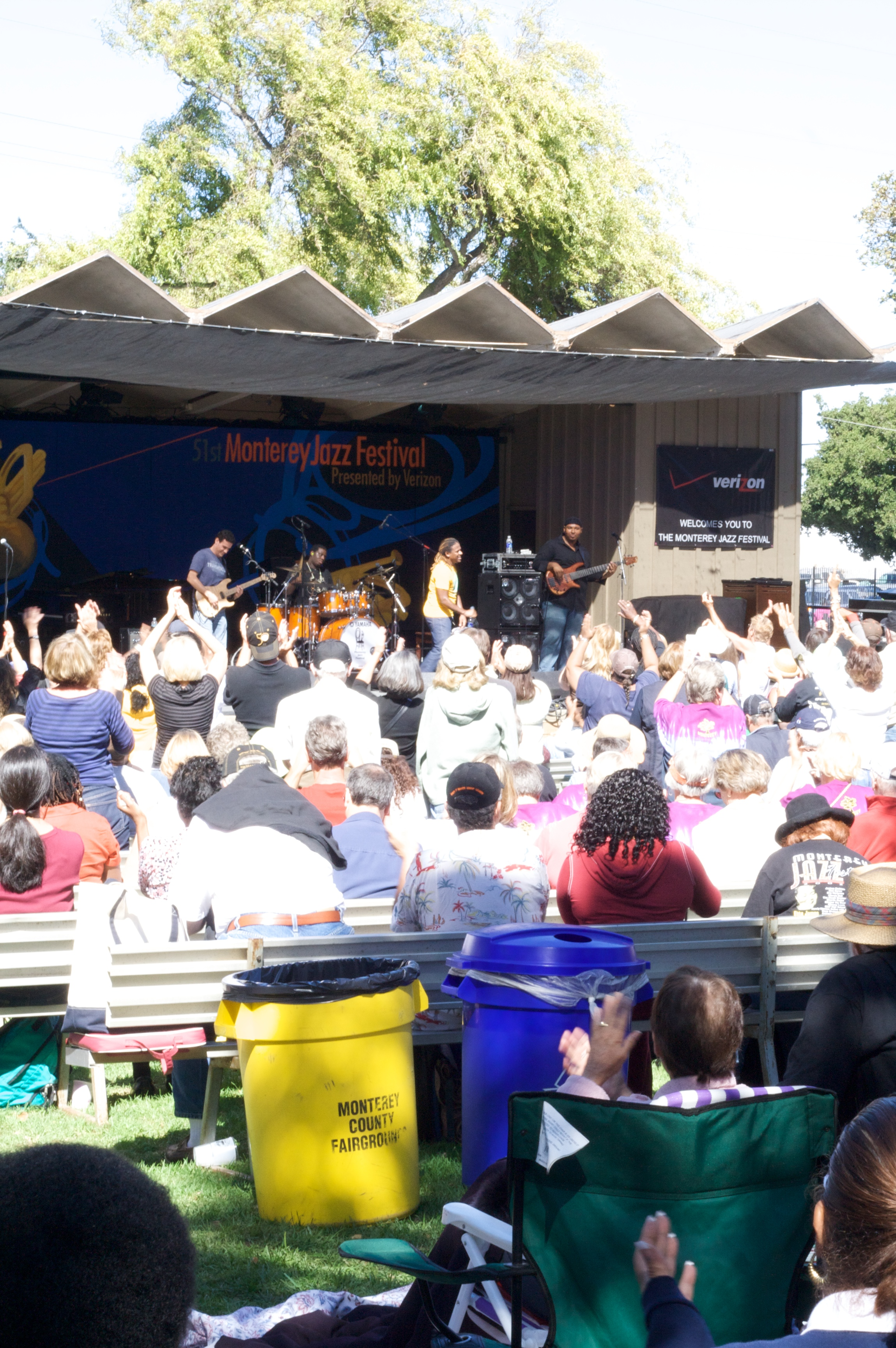
51. Monterey Jazz Festival (2008)

Das Monterey Jazz Festival findet jährlich am dritten September-Wochenende in Monterey, Kalifornien, statt. 1958 von James L. Lyons und dem Jazzkritiker Ralph J. Gleason gegründet, traten in jenem Jahr so bekannte Jazz-Größen wie Dizzy Gillespie, Louis Armstrong, Charles Mingus (Mingus at Monterey) und Billie Holiday auf. Heute ist es eines der ältesten Jazz-Festivals. Das zentrale Konzertprogramm wird umrahmt von Workshops, Ausstellungen und Podiumsdiskussionen.
Eine wichtige Zielsetzung des Festivals ist die Finanzierung von US-weiten Jazz-Förderprogrammen. Jedes Jahr erzielt das Festival mit seinem Rahmenprogramm Erlöse im sechsstelligen Dollar-Bereich.
Langjähriger Fotograf des Festivals war seit den 1970er Jahren Ron Hudson (1940–2011), der durch seine Porträts zu Bekanntheit gelangte.
Laut Pressemitteilung hat das Festival für 2015 insgesamt 116.500 Dollar an Fördergeldern eingeworben.